# Lisl Steinerová
Lisl Steinerová (nepřechýleně Lisl Steiner; 19. listopadu 1927 – 7. června 2023) byla rakousko-americká fotografka, fotoreportérka a dokumentaristka. Byla známá svými fotografiemi politických a kulturních osobností 50. a 60. let, včetně Fidela Castra, Oscara Niemeyera, Louise Armstronga, Jacqueliny Kennedyové Onassisové, Richarda Nixona a Henriho Cartier-Bressona.

## Životopis
Steinerová se narodila ve Vídni v Rakousku v roce 1927. Krátce poté, co Adolf Hitler anektoval Rakousko v roce 1938, ona a její rodina emigrovali do Buenos Aires v Argentině. Studovala umění na univerzitě v Buenos Aires a na škole dekorativních umění Fernanda Fadera.

## Kariéra
Ve svých dvaceti letech začala Steinerová pracovat v dokumentárním filmu. Pomohla produkovat asi 50 dokumentárních filmů pro argentinské ministerstvo zahraničí.
Kariéra Steinerové jako fotožurnalistky začala kolem 30 let, kdy zveřejnila fotografii argentinského prezidenta Pedra Eugenia Aramburu pro časopis Life. Pokračovala v práci pro brazilský časopis O Cruzeiro, kde se věnovala fotografickým úkolům po celé Latinské Americe.
V roce 1960 se přestěhovala do New Yorku a začala pracovat na volné noze pro Time, Newsweek, The New York Times, Life a Associated Press. Toho roku vyfotila Fidela Castra během slavné návštěvy Organizace spojených národů. Mezi její portréty z této doby patří umělec Henri Cartier-Bresson, americký prezident Jimmy Carter a státní pohřeb Johna F. Kennedyho.
V roce 2000 uspořádala Leica Gallery na Manhattanu retrospektivu její tvorby.

## Osobní život a smrt
Steinerová se na počátku 70. let 20. století přestěhovala do Westchester County ve státu New York. Dlouholetá obyvatelka Pound Ridge strávila 24 let se svým manželem, psychiatrem Meyerem Monchekem, který zemřel v roce 1992.
Steinerová zemřela 7. června 2023 ve věku 95 let.